# Lac Upper Merced Pass
Pour les articles homonymes, voir Merced.
Le lac Upper Merced Pass (en anglais : Upper Merced Pass Lake) est un lac américain dans le comté de Madera, en Californie. Il est situé à 2 731 mètres d'altitude au sein de la Yosemite Wilderness, dans le parc national de Yosemite.